# Глаз дракона (игра)
Глаз дракона — компьютерная игра, разработанная студией Primal Software. В России игра была выпущена компанией «Акелла» 1 декабря 2002 года. За рубежом выпуск игры состоялся 2 апреля 2004 года, игра была выпущена компанией Strategy First 1 ноября 2004 года.
Название игры «I of the Dragon» имеет двойной смысл. Это одновременно и «Глаз Дракона» как именование продукта игровой индустрии, и сознание дракона, его личность, которой, собственно, и является игрок. Непонимание этого часто приводит к тому, что пользователи требуют переименовать игру в «The Eye of the Dragon».

## Сюжет
В далёком прошлом люди и драконы были союзниками. Именно благодаря драконам человечество смогло спастись от армий зла. Однако злобная секта предала драконов и уничтожила все драконьи кладки. Драконы не стали мстить человечеству; они предоставили людям самим разбираться с людьми и улетели. На территории человеческого королевства остался всего один молодой ящер, вылупившийся из чудом спасённого яйца. И когда полчища возродившегося зла снова стали угрожать людям, его разыскали и уговорили помочь.
Сюжет линеен и состоит из череды миссий, цель которых чаще всего состоит в уничтожении полчищ монстров. Главным героем является дракон, однако некоторые миссии предстоит выполнить от лица союзников — людей.

## Драконы
В начале игры предлагается выбор из трёх видов драконов, каждый из которых имеет свои особенности.
Аннох — могучий красный ящер с огненным дыханием, практически неспособный к магии.
Моррог — чёрный дракон-некромант, одинаково хорошо владеющий как силовыми методами борьбы, так и магией.
Баррох — ледяной дракон, слабый физически, но обладающий способностями незаурядного мага.
По мере уничтожения противников дракон получает опыт. С каждым новым уровнем опыта можно увеличить те или иные характеристики дракона (скорость, жизнь, регенерация, сила огня, запас дыхания, количество маны) или приобретать заклинания. Также драконы могут ловить врагов, чтобы их съесть; у них есть шкала голода, которая должна периодически восполняться, иначе способности будут слабеть. Пойманный монстр не может сопротивляться, поэтому за него не дают опыт, однако восполняет часть здоровья.

## Люди
Дракон призван защищать человеческие поселения. Однако люди по мере своих сил сами отбивают атаки монстров; количество и вооружённость воинов возрастают с увеличением городов. Города закладываются драконом в специальных местах — выходах энергии на поверхность земли. Развивать (поднимать на новый уровень) города может только дракон, но накапливать необходимую для этого энергию могут только люди. Для этого у них существуют летающие маги на коврах. Они оказывают поддержку сражающемуся дракону и собирают души убитых монстров.
Люди действуют согласованно, но их сил недостаточно, чтобы уничтожить всех монстров без помощи дракона. Однако, когда город достаточно развит, нет необходимости ежеминутно сторожить его.

## Особенности игры
Частой проблемой игры является проверки подлинности диска. В случае, если программа считает приобретённую копию игры нелегальной и не принимает введённый код, рекомендуется установить патч.

## Рецензии
| Сводный рейтинг       | Сводный рейтинг       |
| Агрегатор             | Оценка                |
| --------------------- | --------------------- |
| GameRankings          | 59,29 %               |
| Metacritic            | 55 / 100 (19 обзоров) |
| MobyRank              | 62 / 100              |
| Иноязычные издания    |                       |
| Издание               | Оценка                |
| AllGame               | [ 6 ]                 |
| GameSpot              | 6,0 / 10              |
| GameSpy               | [ 8 ]                 |
| IGN                   | 4,5 / 10              |
| Русскоязычные издания |                       |
| Издание               | Оценка                |
| Absolute Games        | 70 %                  |
| «Домашний ПК»         | [ 11 ]                |
| «Игромания»           | 9,0 / 10              |
| «Страна игр»          | 8,0 / 10              |